# Wootton Courtenay
Wootton Courtenay est une paroisse civile et un village du Somerset, en Angleterre.